# Chặng đua MotoGP Thái Lan 2022
Chặng đua MotoGP Thái Lan 2022 là chặng đua thứ 17 của mùa giải đua xe MotoGP 2022. Chặng đua diễn ra từ ngày 30/09/2022 đến ngày 02/10/2022 ở trường đua Chang, Thái Lan. Tay đua giành chiến thắng thể thức MotoGP là Miguel Oliveira của đội đua Red Bull KTM.

## Kết quả phân hạng thể thức MotoGP
| Fastest session lap |

| Stt                | Số xe | Tay đua               | Xe      | Kết quả      | Kết quả  | Xuất phát | Hàng xuất phát |
| Stt                | Số xe | Tay đua               | Xe      | Q1           | Q2       | Xuất phát | Hàng xuất phát |
| ------------------ | ----- | --------------------- | ------- | ------------ | -------- | --------- | -------------- |
| 1                  | 72    | Marco Bezzecchi       | Ducati  | Vào thẳng Q2 | 1:29.671 | 1         | 1              |
| 2                  | 89    | Jorge Martín          | Ducati  | Vào thẳng Q2 | 1:29.692 | 2         | 1              |
| 3                  | 63    | Francesco Bagnaia     | Ducati  | Vào thẳng Q2 | 1:29.775 | 3         | 1              |
| 4                  | 20    | Fabio Quartararo      | Yamaha  | Vào thẳng Q2 | 1:29.909 | 4         | 2              |
| 5                  | 5     | Johann Zarco          | Ducati  | Vào thẳng Q2 | 1:29.963 | 5         | 2              |
| 6                  | 23    | Enea Bastianini       | Ducati  | Vào thẳng Q2 | 1:29.988 | 6         | 2              |
| 7                  | 43    | Jack Miller           | Ducati  | Vào thẳng Q2 | 1:30.106 | 7         | 3              |
| 8                  | 93    | Marc Márquez          | Honda   | 1:30.038     | 1:30.133 | 8         | 3              |
| 9                  | 10    | Luca Marini           | Ducati  | Vào thẳng Q2 | 1:30.214 | 9         | 3              |
| 10                 | 42    | Álex Rins             | Suzuki  | Vào thẳng Q2 | 1:30.337 | 10        | 4              |
| 11                 | 88    | Miguel Oliveira       | KTM     | 1:30.099     | 1:30.485 | 11        | 4              |
| 12                 | 33    | Brad Binder           | KTM     | Vào thẳng Q2 | 1:30.542 | 12        | 4              |
| 13                 | 41    | Aleix Espargaró       | Aprilia | 1:30.202     | N/A      | 13        | 5              |
| 14                 | 21    | Franco Morbidelli     | Yamaha  | 1:30.528     | N/A      | 14        | 5              |
| 15                 | 35    | Cal Crutchlow         | Yamaha  | 1:30.542     | N/A      | 15        | 5              |
| 16                 | 25    | Raúl Fernández        | KTM     | 1:30.566     | N/A      | 16        | 6              |
| 17                 | 12    | Maverick Viñales      | Aprilia | 1:30.578     | N/A      | 17        | 6              |
| 18                 | 87    | Remy Gardner          | KTM     | 1:30.602     | N/A      | 18        | 6              |
| 19                 | 44    | Pol Espargaró         | Honda   | 1:30.641     | N/A      | 19        | 7              |
| 20                 | 73    | Álex Márquez          | Honda   | 1:30.692     | N/A      | 20        | 7              |
| 21                 | 49    | Fabio Di Giannantonio | Ducati  | 1:30.794     | N/A      | 21        | 7              |
| 22                 | 45    | Tetsuta Nagashima     | Honda   | 1:31.331     | N/A      | 22        | 8              |
| 23                 | 40    | Darryn Binder         | Yamaha  | 1:31.356     | N/A      | 23        | 8              |
| 24                 | 9     | Danilo Petrucci       | Suzuki  | 1:31.604     | N/A      | 24        | 8              |
| Kết quả chính thức |       |                       |         |              |          |           |                |

## Kết quả đua chính thể thức MotoGP
| Stt                                                    | Số xe | Tay đua               | Đội đua                      | Xe      | Lap | Kết quả   | Xuất phát | Điểm |
| ------------------------------------------------------ | ----- | --------------------- | ---------------------------- | ------- | --- | --------- | --------- | ---- |
| 1                                                      | 88    | Miguel Oliveira       | Red Bull KTM Factory Racing  | KTM     | 25  | 41:44.503 | 11        | 25   |
| 2                                                      | 43    | Jack Miller           | Ducati Lenovo Team           | Ducati  | 25  | +0.730    | 7         | 20   |
| 3                                                      | 63    | Francesco Bagnaia     | Ducati Lenovo Team           | Ducati  | 25  | +1.968    | 3         | 16   |
| 4                                                      | 5     | Johann Zarco          | Prima Pramac Racing          | Ducati  | 25  | +2.490    | 5         | 13   |
| 5                                                      | 93    | Marc Márquez          | Repsol Honda Team            | Honda   | 25  | +2.958    | 8         | 11   |
| 6                                                      | 23    | Enea Bastianini       | Gresini Racing MotoGP        | Ducati  | 25  | +13.257   | 6         | 10   |
| 7                                                      | 12    | Maverick Viñales      | Aprilia Racing               | Aprilia | 25  | +14.566   | 17        | 9    |
| 8                                                      | 73    | Álex Márquez          | LCR Honda Castrol            | Honda   | 25  | +14.861   | 20        | 8    |
| 9                                                      | 89    | Jorge Martín          | Prima Pramac Racing          | Ducati  | 25  | +15.365   | 2         | 7    |
| 10                                                     | 33    | Brad Binder           | Red Bull KTM Factory Racing  | KTM     | 25  | +18.097   | 12        | 6    |
| 11                                                     | 41    | Aleix Espargaró       | Aprilia Racing               | Aprilia | 25  | +19.041   | 13        | 5    |
| 12                                                     | 42    | Álex Rins             | Team Suzuki Ecstar           | Suzuki  | 25  | +19.659   | 10        | 4    |
| 13                                                     | 21    | Franco Morbidelli     | Monster Energy Yamaha MotoGP | Yamaha  | 25  | +22.439   | 14        | 3    |
| 14                                                     | 44    | Pol Espargaró         | Repsol Honda Team            | Honda   | 25  | +23.646   | 19        | 2    |
| 15                                                     | 25    | Raúl Fernández        | Tech3 KTM Factory Racing     | KTM     | 25  | +30.483   | 16        | 1    |
| 16                                                     | 72    | Marco Bezzecchi       | Mooney VR46 Racing Team      | Ducati  | 25  | +33.466   | 1         |      |
| 17                                                     | 20    | Fabio Quartararo      | Monster Energy Yamaha MotoGP | Yamaha  | 25  | +34.072   | 4         |      |
| 18                                                     | 49    | Fabio Di Giannantonio | Gresini Racing MotoGP        | Ducati  | 25  | +36.203   | 21        |      |
| 19                                                     | 35    | Cal Crutchlow         | WithU Yamaha RNF MotoGP Team | Yamaha  | 25  | +36.532   | 15        |      |
| 20                                                     | 9     | Danilo Petrucci       | Team Suzuki Ecstar           | Suzuki  | 25  | +42.508   | 24        |      |
| 21                                                     | 40    | Darryn Binder         | WithU Yamaha RNF MotoGP Team | Yamaha  | 25  | +49.992   | 23        |      |
| 22                                                     | 45    | Tetsuta Nagashima     | LCR Honda Idemitsu           | Honda   | 25  | +51.346   | 22        |      |
| 23                                                     | 10    | Luca Marini           | Mooney VR46 Racing Team      | Ducati  | 23  | +2 laps   | 9         |      |
| Ret                                                    | 87    | Remy Gardner          | Tech3 KTM Factory Racing     | KTM     | 11  | Tai nạn   | 18        |      |
| Fastest lap: Johann Zarco (Ducati) – 1:38.941 (lap 19) |       |                       |                              |         |     |           |           |      |
| Kết quả chính thức                                     |       |                       |                              |         |     |           |           |      |

## Bảng xếp hạng tổng sau chặng đua
|  | Stt | Tay đua           | Điểm |
|  | --- | ----------------- | ---- |
|  | 1   | Fabio Quartararo  | 219  |
|  | 2   | Francesco Bagnaia | 217  |
|  | 3   | Aleix Espargaró   | 199  |
|  | 4   | Enea Bastianini   | 180  |
|  | 5   | Jack Miller       | 179  |

|  | Stt | Xưởng đua | Điểm |
|  | --- | --------- | ---- |
|  | 1   | Ducati    | 391  |
|  | 2   | Aprilia   | 235  |
|  | 3   | Yamaha    | 224  |
|  | 4   | KTM       | 206  |
|  | 5   | Suzuki    | 138  |

|   | Stt | Đội đua                      | Điểm |
| - | --- | ---------------------------- | ---- |
|   | 1   | Ducati Lenovo Team           | 396  |
|   | 2   | Aprilia Racing               | 321  |
| 1 | 3   | Red Bull KTM Factory Racing  | 285  |
| 1 | 4   | Prima Pramac Racing          | 278  |
|   | 5   | Monster Energy Yamaha MotoGP | 250  |